# Wadoviana
Wadoviana. Przegląd historyczno-kulturalny – rocznik, wydawany przez Wadowickie Centrum Kultury od 1998 r., w którym publikowane są artykuły związane z Wadowicami i okolicami, dotyczącymi wydarzeń historycznych i bieżących.
W 2013 r. rocznik został wpisany na ministerialną listę czasopism punktowanych. W wykazie opublikowanym 1 grudnia 2021 r. „Wadoviana” otrzymały 40 punktów. Rocznik jest indeksowany w bazach czasopism naukowych ERIH-PLUS (European Reference Index for the Humanities and the Social Sciences), CEJSH (the Central European Journal of Social Sciences and Humanities), BazHum, POL-Index oraz Index Copernicus Journal Master List oraz w repozytorium CEEOL (Central and Eastern European Online Library).
W 2024 r. Piotr Wyrobiec, który w 1998 r. założył pismo, przekazał funkcję redaktora naczelnego doktorowi Marcinowi Witkowskiemu. Jednogłośną decyzją Rady Naukowej dyrektor Wadowickiego Centrum Kultury, wydawcy pisma, został zaproszony do objęcia roli Honorowego Przewodniczącego tego gremium. Stanowisko sekretarza redakcji przejęła etnolożka, edukatorka i kierowniczka Muzeum Miejskiego w Wadowicach mgr Joanna Pytlowska-Bajak.

## Skład Rady Naukowej
- prof. dr hab. Henryk Czubała
- prof. Petr Kozák (Uniwersytet Śląski w Opawie)
- dr Marian Mudryj (Uniwersytet Lwowski)
- dr hab. Tomasz Ratajczak, prof. UZ (Uniwersytet Zielonogórski)
- dr hab. Michał Rogosz, prof. UKEN (Uniwersytet Komisji Edukacji Narodowej w Krakowie)
- prof. PeadDr. Jaroslav Vencálek, Csc. (Uniwersytet Preszowski)
- prof. dr hab. Alois Woldan (Uniwersytet Wiedeński)[3]

## Skład Kolegium Redakcyjnego
- dr hab. Ewa Bartos, prof. UŚ (Uniwersytet Śląski w Katowicach)
- dr hab. Grzegorz Chajko (Uniwersytet Papieski Jana Pawła II w Krakowie)
- dr hab. Tomasz Graff, prof. UPJPII (Uniwersytet Papieski Jana Pawła II w Krakowie)
- dr hab. Krzysztof Koźbiał, prof. UJ (Uniwersytet Jagielloński w Krakowie)
- dr hab. Konrad Meus, prof. UKEN (Uniwersytet Komisji Edukacji Narodowej w Krakowie)
- dr hab. Szczepan Tadeusz Praśkiewicz OCD (Dykasteria Spraw Kanonizacyjnych, Watykan)
- prof. dr hab. Łukasz Tomasz Sroka (Uniwersytet Komisji Edukacji Narodowej w Krakowie)
- dr Arkadiusz Więch (Uniwersytet Jagielloński w Krakowie)[4]